# Napaeozapus
Napaeozapus is een geslacht van zoogdieren uit de familie van de slingermuizen (Zapodidae). De wetenschappelijke naam van het geslacht werd in 1899 gepubliceerd door Edward Alexander Preble.

## Soorten
Er worden 2 soorten in dit geslacht geplaatst:
- Napaeozapus abietorum (Preble, 1899)
- Napaeozapus insignis (G. S. Miller, 1891) - Boshuppelmuis